# Pervasive and Mobile Computing
Pervasive and Mobile Computing is een internationaal, aan collegiale toetsing onderworpen wetenschappelijk tijdschrift over pervasive computing, een onderzoeksgebied waarin vooral informatica en telecommunicatie van belang zijn. De naam wordt in literatuurverwijzingen meestal afgekort tot Pervasive Mob. Comput. Het wordt uitgegeven door Elsevier en verschijnt 4 keer per jaar.